# Sor Brook
Der Sor Brook ist ein Wasserlauf in Oxfordshire, England. Der Sor Brook entsteht aus mehreren unbenannten Zuflüssen am Broughton Castle. Er fließt zunächst in einer östlichen Richtung. Südlich von Bodicote wendet er sich in einer südlichen Richtung, in der er durch Adderbury fließt. Er behält seine Richtung bis zu seiner Mündung in den River Cherwell bei.